# Eurogroup for Animals
Eurogroup for Animals (en español "Eurogrupo para los Animales") es una organización no gubernamental con base en Bruselas que busca mejorar el trato de los animales en la Unión Europea y representa organizaciones protectoras de los animales en casi todos los estados europeos miembros. Desde que fue lanzada en 1980, la organización ha tenido éxito en alentar a la Unión Europea a adoptar más altos estándares de protección animal.
Provee de asesoramiento y experiencia en protección de los animales a varias instituciones europeas como la Comisión Europea, el Consejo de Ministros y el Parlamento Europeo También proveen del secretariado del European Parliamentary Intergroup on the Welfare and Conservation of Animals, que se reúne en el Parlamento Europeo en Estrasburgo una vez al mes.
Eurogroup for Animals también trabaja de cerca junto con minoristas para animarlos a adoptar mayores niveles del bienestar animal. Además, realizan campañas para mejorar la situación de los animales de granja, animales en los que se investiga y animales salvajes. En 2008, el grupo lideró una campaña para prevenir la clonación para alimentación aprobada por la Unión Europea

## Historia
El grupo británico protector de los animales RSPCA tomó la iniciativa de crear el Eurogroup for Animals después de advertir que cada vez más legislación era decidida a nivel europeo. Así, en 1980 Eurogroup for Animals fue lanzado, convirtiéndose en la primera coalición de organizaciones protectoras de animales de Europa. Es también una de las organizaciones no gubernamentales establecidas en Bruselas que lleva más tiempo en funcionamiento. Con los años el Eurogroup for Animals ha crecido para representar a las organizaciones protectoras de los animales en casi todos los países de la Unión Europea. Tiene su atención puesta en la expansión de la Unión Europea hacia la Europea central y del este para las dar soporte a las organizaciones protectoras de los animales allí. Organizaciones internacionales como International Fund for Animal Welfare, Compassion in World Farming y World Animal Protection son también ahora miembros del Eurogroup for Animals.